# Wei Meng
Wei Meng (chinesisch 魏萌; * 14. Juni 1989 in Laizhou) ist eine chinesische Sportschützin.

## Erfolge
Wei Meng begann 2007 im Skeet und nahm 2008 an ihren ersten internationalen Wettbewerben teil. Bereits 2010 gehörte sie zum chinesischen Team bei den Asienspielen in Guangzhou, das sich die Goldmedaille sichern konnte. Ein Jahr darauf wurde sie in Kuala Lumpur mit der Mannschaft auch Asienmeisterin und belegte in der Einzelkonkurrenz den zweiten Platz. Ein dritter Platz in der Mannschaftskonkurrenz gelang ihr 2015 in Lonato del Garda bei den Weltmeisterschaften. Sie war 2016 Teil der chinesischen Delegation bei den Olympischen Spielen 2016 in Rio de Janeiro und stellte dort mit 76 Punkten in der Qualifikation einen neuen olympischen Rekord auf. Im Halbfinale kam sie dagegen nicht über den dritten Platz hinaus und zog ins Duell um die Bronzemedaille ein. Dieses verlor sie gegen die US-Amerikanerin Kim Rhode mit sechs zu sieben Treffern im Stechen und verpasste so knapp einen Medaillengewinn.
Ein Doppelerfolg gelang Wei bei den Asienmeisterschaften 2017 in Astana. Sowohl im Einzelwettbewerb als auch in der Mannschaftskonkurrenz schloss sie den Wettkampf auf dem ersten Platz ab. Bei den Asienspielen 2018 in Jakarta gewann sie erstmals auch eine Medaille im Einzel, als sie hinter Sutiya Jiewchaloemmit aus Thailand die Silbermedaille erhielt. Im Jahr darauf wurde Wei in Lonato del Garda im Einzel auch Vizeweltmeisterin, während sie in Doha sowohl nochmals im Einzel als auch im Mixed weitere Male Asienmeisterin wurde. Bei den 2021 ausgetragenen Olympischen Spielen 2020 in Tokio beendete Wei wie schon 2016 den Qualifikationswettbewerb auf dem ersten Platz, diesmal erzielte sie mit 124 Punkten gar einen neuen Weltrekord. Im Finale der sechs besten Schützinnen erreichte sie den fünften Durchgang, in dem sie schließlich mit insgesamt 46 Treffern als Drittplatzierte ausschied und somit hinter der US-Amerikanerin Amber English sowie Diana Bacosi aus Italien die Bronzemedaille gewann.